# Атлантская митрополия
Атла́нтская митропо́лия (англ. Metropolis of Atlanta) — епархия Американской архиепископии Константинопольской православной церкви.

## История
В 1939 году епископ Иерапольский Герман был назначен архиепископом Афинагором управлять округом южных штатов.
В 1942 году был образован Восьмой Архиепископский округ Греческой архиепископии Северной и Южной Америки с центром в городе Шарлотт, Северная Каролина.
В 1960 году центр Восьмого архиепископийского округа был переведён в Новый Орлеан, штат Луизиана.
В 1964 году епископ Хаиопольский Емилиан был назначен главой архиепископиского округа с центром в Шарлотте, Северная Каролина. Во время своего управления округом был построен дом в городе Шарлотт, штат Северная Каролина.
В 1979 году Американская архиепископия была реорганизована решением Священного Синода Константинопольского Патриархата: были вместо архиепископских округов были созданы полноценные епархии, в том числе Шарлоттская епархия вместо Пятого округа. В 1981 году Шарлотская епархия стала именоваться Атлантской епархией с центром в Атланте, штат Джорджия.
В декабре 2002 года епархии Американской архиепископии стали митрополиями, в том числе и Атлантская.

## Епископы
Восьмой округ
- Герман (Полизоидис) (1942—1960)

Пятый округ
- Емилиан (Лалуссис) (1964—1973)
- Иаков (Пилилис) (1974—1977)
- Иоанн (Каллос) (1978 — 15 марта 1979)

Шарлоттская епархия
- Иоанн (Каллос) (15 марта 1979—1981)

Атлантская епархия
- Иоанн (Каллос) (1981 — 1 января 1989)
- Филипп (Кутуфас) (2 апреля 1992 — 29 декабря 1995)
- Алексий (Панайотопулос) (1 января 1997 — 20 декабря 2002) в/у до 13 марта 1999

Атлантская митрополия
- Алексий (Панайотопулос) (20 декабря 2002 — 1 декабря 2024)
- Севастиан (Скордаллос) (с 2 декабря 2024)

## Викарии
- Севастиан (Скордаллос), епископ Зилонский  (2017 — 2 декабря 2024)